# Mario Von Appen
Mario Von Appen (Amburgo, 31 luglio 1965) è un ex canoista tedesco.

## Palmarès

### Olimpiadi
- 1 medaglia:
  - 1 oro (Barcellona 1992 nel K4 1000 metri)

### Mondiali
- 6 medaglie:
  - 2 ori (Copenaghen 1993 nel K4 1000 metri; Copenaghen 1993 nel K4 10000 metri)
  - 3 argenti (Plovdiv 1989 nel K4 500 metri; Copenaghen 1993 nel K4 500 metri; Duisburg 1995 nel K4 500 metri)
  - 1 bronzo (Città del Messico 1994 nel K4 1000 metri)